# Sakurai
Sakurai (jap. 桜井市 Sakurai-shi) – miasto w Japonii, na wyspie Honsiu (Honshū), w prefekturze Nara.

## Położenie
Miasto leży w północnej części prefektury. Graniczy z miastami Nara, Tenri, Kashihara, Uda, miasteczkami Yoshino i Tawaramoto, a także z historyczną wsią Asuka.

## Historia
Okolice Sakurai, prefektury i miasta Nara oraz wymienionych powyżej miast uznaje się za kolebkę cywilizacji japońskiej. Tu bowiem była kraina, a później prowincja Yamato, gdzie (w Kashihara) odbyła się intronizacja pierwszego cesarza Jimmu, jego następcy zakładali swoje rezydencje i powstały najstarsze świątynie, chramy. Także z tego regionu wywodzi się wiele tradycyjnych rzemiosł w tym wyrób m.in.: tuszu i pędzli do kaligrafii, przedmiotów z laki, wachlarzy, rzeźbionych w drewnie lalek ittō-bori.
Kioto było stolicą przez ponad tysiąc lat od 794 do 1868, a Nara była pierwszą stałą stolicą od 710 do 784. Przed 710 centrum władzy znajdowało się najpierw w okolicach Sakurai, a następnie wokół Asuka. W tym okresie do tego regionu docierały wpływy z kontynentu azjatyckiego m.in. buddyzm, nowe techniki, architektura i pismo.
W Sakurai znajduje się starożytny chram Ōmiwa (Ōmiwa-jinja) usytuowany wzdłuż szlaku pieszego Yamanobe-no-michi, u podnóża niewielkiej góry Miwa. Dokładny wiek jej postawienia nie jest znany, ale uważany jest za jeden z najstarszych w Japonii. Chramy zazwyczaj mają główną salę, w której znajduje się główne czczone bóstwo, ale w Ōmiwa nie ma jej (chociaż ma salę modlitewną). Zamiast tego, aby czcić bóstwo Ōkuninushi, należy udać się na górę Miwa, która wznosi się za kompleksem.
Świątynia buddyjska Hase-dera znajduje się w górach na wschód od centrum Sakurai. Została założona w 686 roku i obecnie służy jako główna świątynia buddyzmu shingon (Shingon-shū). Kompleks świątynny składa się z ponad 30 budynków zbudowanych wzdłuż zbocza wzgórza.

## Przemysł
Miasto posiada dobrze rozwinięty przemysł drzewny.

## Galeria

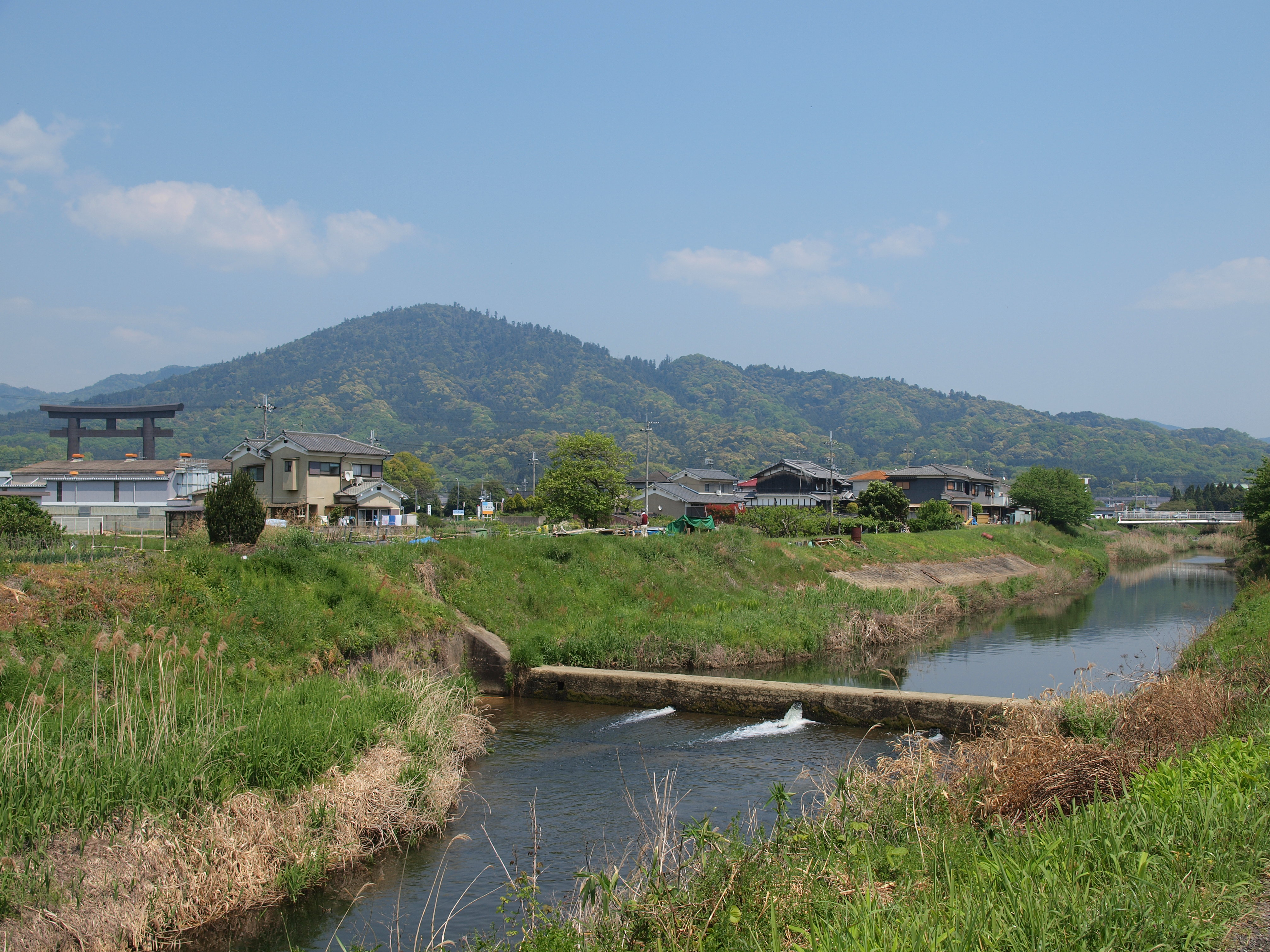
Rzeka Yamato i czczone wzgórze Miwa
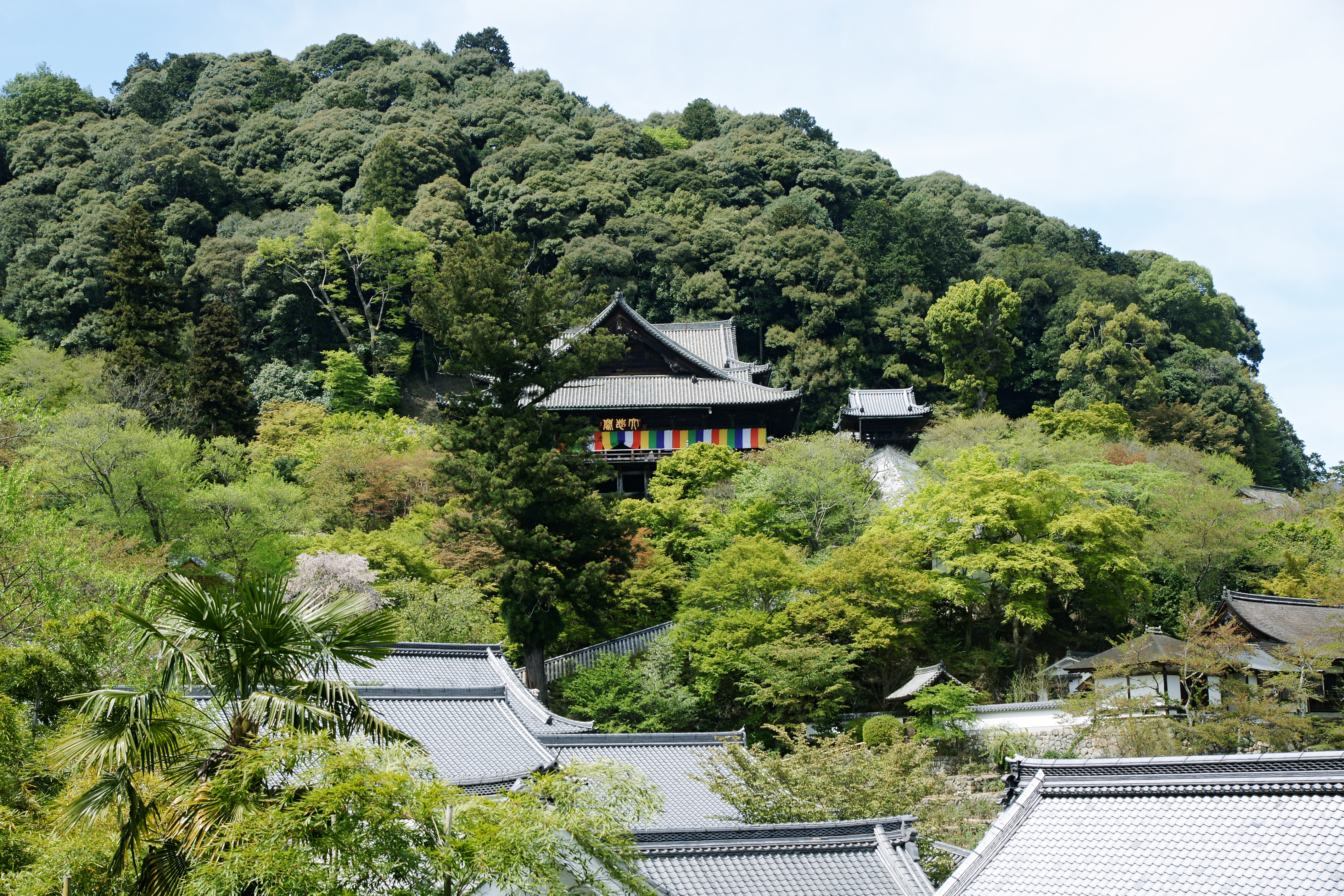
Świątynia buddyjska Hase-dera
Chram Tanzan-jinja jesienią